# Georg Scharnweber
Carl August Georg Scharnweber (* 17. April 1816 in Berlin; † 27. Oktober 1894 ebenda) war ein preußischer Politiker.

## Leben
Seine Eltern waren der königlich-preußische Staatsrat Christian Friedrich Scharnweber und dessen zweite Ehefrau Marie Christiane Scharnweber, geb. Schüler-Baudesson. Am 3. Juli 1822 starb sein Vater. Von 1829 bis 1834 besuchte Scharnweber das Friedrich-Wilhelms-Gymnasium in Berlin.
Von 1834 bis 1837 studierte er Kameralistik an der Friedrich-Wilhelms-Universität in Berlin. Am 8. September 1837 bestand er das erste juristische Examen und wurde am 21. September zum Auscultator am Stadtgericht Berlin vereidigt. Am 15. Februar 1840 bestand er das zweite juristische Examen, wurde daraufhin am 18. Mai zum Kammergerichtsreferendar ernannt und am 6. Juli vereidigt. Bereits am 10. Juli 1840 wechselte er zur Königlichen Regierung in Potsdam als Regierungs-Referendar.
Als Besitzer des Rittergutes Hohenschönhausen, das ihm seine Mutter 1841 schenkte, wurde er von den Kreisständen am 18. Juni 1842 zum Landrat des Kreises Niederbarnim präsentiert. Nach Ablegung der großen Staatsprüfung wurde er durch Allerhöchste Kabinets-Ordre vom 29. Oktober 1842 zum Landrat ernannt und übernahm das Amt am 1. Januar 1843.
In dieser Funktion förderte er den Chausseebau zwecks Erschließung der Berliner Vorortgemeinden. Er wirkte auch an der Erarbeitung einer neuen Kreisordnung mit, förderte die Wohlfahrtspflege und führte die Anzeigenpflicht für ansteckende Krankheiten sowie eine Kontrolle der Hebammen ein und baute das Impfwesen auf. Diese Maßnahmen führten zu einer Senkung der Sterblichkeitsrate.
Am 20. April 1848 heiratete er in Berlin Franziska Wernecke, Tochter von Karl Wernecke, Rittergutsbesitzer in Hermsdorf bei Berlin.
Von 1850 bis 1860 war er 2. Direktor und von 1860 bis 1878 Vorsitzender der Kurmärkischen Landarmendirektion. Scharnweber war seit 1863 verwitwet. Zwei seiner Töchter starben im frühen Kindesalter. Die einzige überlebende Tochter war Manon Pauline (1855–1933, Ehefrau von Walter Gropius senior und Mutter des Architekten Walter Gropius). Von 1865 bis zu seinem Tod war Scharnweber Mitglied im Verein für die Geschichte Berlins. Am 2. Juni 1866 wurde ihm das Ritterkreuz des Hohenzollern-Hausordens verliehen. Von 1867 bis 1876 vertrat er im Preußischen Abgeordnetenhaus den Wahlkreis Regierungsbezirk Potsdam 4 (Oberbarnim – Niederbarnim). Außerdem war er seit 1853 Mitglied des Kommunal-Landtages der Kurmark bzw. des Provinzial-Landtages der Provinz Brandenburg.
Anlässlich seiner 25-jährigen Tätigkeit als Landrat wurde ihm am 30. Dezember 1867 der Titel Geheimer Regierungsrat verliehen. Zum 50-jährigen Dienstjubiläum am 21. September 1887 wurde er Ehrenbürger von Bernau und Oranienburg und erhielt den Roten-Adler-Orden II. Klasse mit Eichenlaub. Am 1. Januar 1892 trat er in den Ruhestand und erhielt den Kronenorden II. Klasse. Bis zu seinem Tod lebte er in Berlin. Er wurde am 30. Oktober 1894 auf dem Matthäus-Friedhof in Berlin beerdigt.
In und um Berlin gibt es in seinem ehemaligen Landkreis zehn nach ihm benannte Straßen, darunter in den Berliner Ortsteilen Friedrichshain, Friedrichshagen, Oberschöneweide, Weißensee, Reinickendorf und Alt-Hohenschönhausen.